# كأس تونس 2017–18
كأس تونس لكرة القدم 2017 - 2018 هي النسخة الـ61 من مسابقة كأس تونس لكرة القدم. تنظمها الجامعة التونسية لكرة القدم.

## الدور الأول
| تاريخ المباراة | فريق 1                        | فريق 2                     | النتيجة 90 | النتيجة أ.إضافية | ضربات ترجيح |
| -------------- | ----------------------------- | -------------------------- | ---------- | ---------------- | ----------- |
| 12 نوفمبر 2017 | نادي سبورتينغ بن عروس         | الأولمبي الباجي            | 1-0        |                  |             |
| 12 نوفمبر 2017 | نجم أولمبيك سيدي بوزيد        | النادي الرياضي لحمام الأنف | 1-0        |                  |             |
| 10 نوفمبر 2017 | جندوبة الرياضية               | الإتحاد الرياضي بتطاوين    | 2-2        | 2-2              | 3-5         |
| 12 نوفمبر 2017 | الملعب الأفريقي بمنزل بورقيبة | القوافل الرياضية بقفصة     | 1-0        |                  |             |
| 12 نوفمبر 2017 | الملعب الرياضي الصفاقسي       | النادي الرياضي القربي      | 1-0        |                  |             |

## الدور الـ16
| تاريخ المباراة | فريق 1                       | فريق 2                      | النتيجة 90 | النتيجة أ.إضافية | ضربات ترجيح |
| -------------- | ---------------------------- | --------------------------- | ---------- | ---------------- | ----------- |
| 4 فيفري 2018   | الهلال الرياضي بأكودة        | الاتحاد الرياضي المنستيري   | 2-3        |                  |             |
| 4 فيفري 2018   | الاتحاد الرياضي ببن قردان    | النادي الرياضي الصفاقسي     | 0-4        |                  |             |
| 4 فيفري 2018   | الإتحاد الرياضي بتطاوين      | الهلال الرياضي بالرديف      | 2-2        | 2-2              | 4-2         |
| 4 فيفري 2018   | الجمعية الرياضية بمنزل النور | النادي الأولمبي بمدنين      | 2-3        |                  |             |
| 4 فيفري 2018   | العالية الرياضية             | النجم الرياضي الساحلي       | 0-1        |                  |             |
| 4 فيفري 2018   | النادي الرياضي ببمبلة        | نادي سكك الحديد التونسي     | 2-1        |                  |             |
| 4 فيفري 2018   | سبورتينغ المكنين             | الترجي الرياضي الجرجيسي     | 1-0        |                  |             |
| 4 فيفري 2018   | النجم الرياضي العلوي         | الملعب القابسي              | 2-2        | 2-2              | 5-4         |
| 4 فيفري 2018   | الإتحاد الرياضي بالسبيخة     | النادي الإفريقي             | 1-4        |                  |             |
| 4 فيفري 2018   | الجمعية الرياضية بالشبيكة    | الشبيبة الرياضية القيروانية | 1-0        |                  |             |
| 4 فيفري 2018   | المستقبل الرياضي برشيج       | الهلال الرياضي بالشابة      | 2-1        |                  |             |
| 4 فيفري 2018   | النجم الرياضي بالمتلوي       | الترجي الرياضي التونسي      | 0-0        | 1-0              |             |
| 4 فيفري 2018   | الشبيبة الرياضية بطبربة      | الملعب التونسي              | 0-4        |                  |             |
| 4 فيفري 2018   | جريدة توزر المستقبل          | النادي الرياضي البنزرتي     | 0-0        | 0-0              | 3-4         |
| 4 فيفري 2018   | المستقبل الرياضي بقابس       | سكك الحديد الصفاقسي         | 2-0        |                  |             |
| 4 فيفري 2018   | الأمل الرياضي بحمام سوسة     | الـنادي الأولمبي للنقل      | 1-2        |                  |             |

## دور الـ8
| تاريخ المباراة | فريق 1                    | فريق 2                  | النتيجة 90 | النتيجة أ.إضافية | ضربات ترجيح |
| -------------- | ------------------------- | ----------------------- | ---------- | ---------------- | ----------- |
| 24 فيفري 2018  | الاتحاد الرياضي المنستيري | النادي الرياضي الصفاقسي | 0-1        |                  |             |
| 25 فيفري 2018  | الإتحاد الرياضي بتطاوين   | النادي الأولمبي بمدنين  | 1-1        | 2-1              |             |
| 25 فيفري 2018  | النادي الرياضي ببمبلة     | النجم الرياضي الساحلي   | 0-2        |                  |             |
| 25 فيفري 2018  | سبورتينغ المكنين          | النجم الرياضي العلوي    | 1-1        | 1-1              | 3-4         |
| 25 فيفري 2018  | الجمعية الرياضية بالشبيكة | النادي الإفريقي         | 0-0        | 1-3              |             |
| 25 فيفري 2018  | المستقبل الرياضي برشيج    | النجم الرياضي بالمتلوي  | 1-0        |                  |             |
| 25 فيفري 2018  | الملعب التونسي            | النادي الرياضي البنزرتي | 0-0        | 0-0              | 2-4         |
| 25 فيفري 2018  | الـنادي الأولمبي للنقل    | المستقبل الرياضي بقابس  | 0-1        |                  |             |

## الربع نهائي
| تاريخ المباراة | فريق 1                  | فريق 2                  | النتيجة 90 | النتيجة أ.إضافية | ضربات ترجيح |
| -------------- | ----------------------- | ----------------------- | ---------- | ---------------- | ----------- |
| 4 أفريل 2018   | النادي الإفريقي         | النادي الرياضي الصفاقسي | 2 - 1      |                  |             |
| 4 أفريل 2018   | المستقبل الرياضي برشيج  | النجم الرياضي الساحلي   | 0 - 5      |                  |             |
| 4 أفريل 2018   | النجم الرياضي العلوي    | المستقبل الرياضي بقابس  | 0 - 3      |                  |             |
| 4 أفريل 2018   | الإتحاد الرياضي بتطاوين | النادي الرياضي البنزرتي | 0 - 0      | 0 - 0            | 3 - 4       |

## النصف نهائي
| تاريخ المباراة | فريق 1                  | فريق 2                 | النتيجة 90 | النتيجة أ.إضافية | ضربات ترجيح |
| -------------- | ----------------------- | ---------------------- | ---------- | ---------------- | ----------- |
| 27 ماي 2017    | النادي الرياضي البنزرتي | النادي الإفريقي        | 1-1        | 1-1              | 4-5         |
| 28 ماي2017     | النجم الرياضي الساحلي   | المستقبل الرياضي بقابس | 1-0        |                  |             |

## النهائي
| تاريخ المباراة | فريق 1          | فريق 2                | النتيجة 90 | النتيجة أ.إضافية | ضربات ترجيح |
| -------------- | --------------- | --------------------- | ---------- | ---------------- | ----------- |
| 13 ماي 2018    | النادي الإفريقي | النجم الرياضي الساحلي | 4-1        |                  |             |